# Ток (кавалерия)

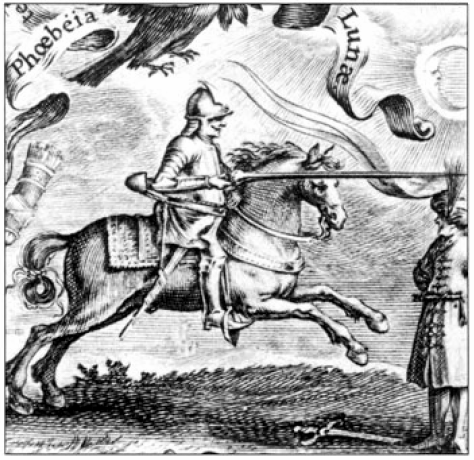
Бескрылый польский гусар. Пятка пики упирается в детально прорисованный ток. У гусара татарские стремена и прапорец на пике с двумя концами. Гравюра с фронтисписа книги «Florus Polonicus», историка Иоахима Пастория, 1641, Лейден.

Ток (пол. tok) — рукав, крепящийся к седлу всадника-кавалериста, в который он упирает пику, чтобы не держать её на весу одной лишь правой рукой.
В вертикальном положении всадники опирали пику на своеобразный кожаный рукав или сапог — ток, который был приторочен к седлу.
Западные уланы при атаке извлекали пику из тока и держали пику на весу. Польские гусары при атаке не извлекали пику из тока, а упирали в него.
Войцех Раковский, в своей «Побудке достойным сынам…» (пол. Pobudka zacnym synom 1620 год) даёт такие инструкции, касательно атаки гусар:
Ток должен быть подвешен к седлу справа. Гусарская атака пикой всегда происходит с использованием тока. Не разворачивайся влево, но сиди прямо… Пику опусти до уровня шеи лошади. Атакуйте, пришпоривайте лошадей, цельтесь противнику в пупок.